# Kill ’Em All
Kill ’Em All (englisch für ‚töte(t) sie alle/bring(t) sie alle um‘), 1983 erschienen, ist das erste Studioalbum der US-amerikanischen Metal-Band Metallica. Es wird dem Thrash- und Speed Metal zugeordnet.

## Entstehung
Das Eröffnungslied Hit the Lights war bereits vor der Gründung von Metallica geschrieben worden und stammt aus der Zeit von Hetfields früherer Band Leather Charm.
Metallica war vor den Aufnahmen auf der Suche nach einem Produzenten gewesen. Keine größere Plattenfirma zeigte Interesse an einer Zusammenarbeit mit der jungen Band. Schließlich nahm sie der Musikmanager Jon Zazula, der gerade Megaforce Records gegründet hatte, am 3. Mai 1983 unter Vertrag. Ihm war beim Hören ihrer Demoaufnahme nach eigenen Angaben „klar, dass Metallica die nächsten Led Zeppelin werden“. Die Aufnahmen fanden vom 10. bis zum 27. Mai 1983 in den Music America Studios in Rochester (New York) statt. Zazula nahm für die Produktion Kredite bei Banken auf. Am 25. Juli 1983 wurde das Album veröffentlicht, kurz darauf ging die Band im Vorprogramm von Raven unter dem Titel Kill ’Em All for One auf Tournee.
Ursprünglich sollte das Album Metal Up Your Ass heißen, der Titel wurde aber von den Plattenvertrieben abgelehnt. Der Titel Kill ’Em All entstand in Anlehnung an eine Aussage des Bassisten Cliff Burton, der mit diesen Worten die Musikmanager kritisierte, welche den ursprünglichen Plattennamen nicht akzeptierten: Well, let’s kill ’em all! Auf diesen Kommentar ist auch das Schallplattencover zurückzuführen, das einen Hammer, eine Blutlache und eine unscharfe Abbildung einer Hand zeigt; das Cover wurde nicht beanstandet.
Die Melodie und der Ablauf des Songs The Four Horsemen auf dem Album hat seinen Ursprung von einem Song, der Jahre zuvor unter dem Titel Mechanix von dem ehemaligen Bandmitglied Dave Mustaine geschrieben wurde. Mustaine wurde kurz vor der Produktion des Metallica-Albums von der Formation ausgeschlossen. Daraufhin gründete Mustaine die Band Megadeth und veröffentlichte 1985 das Debütalbum Killing Is My Business… And Business Is Good! Auf diesem ist der Song Mechanix enthalten, der schneller gespielt wurde als die Version Metallicas.

## Musikstil und Bedeutung
Das Album wurde in den ersten zwei Wochen der Veröffentlichung 17.000-mal verkauft. Zu größeren Verkaufszahlen kam Kill ’Em All erst Jahre später, als Metallica ihr drittes Album Master of Puppets auf den Markt brachte. Kill ’Em All erreichte dann in den US-Charts Platz 120. Eine Minderheit sieht das Debüt als einziges gutes Album der Band an:

„Wer seit 1986 (‚Master Of Puppets‘) nur noch überproduzierten und/oder völlig unnötigen Dreck veröffentlicht, darf die Krone der absoluten Rückwärtsentwicklung für sich beanspruchen. Eigentlich wollte ich schreiben: Wer seit 1983 (‚Kill ’Em All‘)… Das wäre meine vollends ehrliche Meinung gewesen, aber im laufe der vergangenen 20 Jahre musste ich nach 47.123 geführten Einzelgesprächen feststellen, dass ich dieser Meinung leider exklusiv anhänge.“

Das Album gilt als erstes Thrash- und Speed-Metal-Album, wenngleich Metallica nicht die erste Thrash-Metal-Band war; Exodus spielte 1983 bereits Thrash Metal, das Debütalbum Bonded by Blood erschien aber aufgrund von Problemen mit Geschäftspartnern erst 1985. Neben Kill ’Em All gilt Slayers im gleichen Jahr veröffentlichtes Debütalbum Show No Mercy als „Geburt des Thrash Metal“. Metallicas Wurzeln lagen allerdings „im Rock’n’Roll von Motörhead“, Show No Mercy hingegen ist „eher eine Riff-Platte, näher an Venom.“ Kill ’Em All vermischt Heavy Metal und Hardcore Punk und kombiniert dabei „hohe Geschwindigkeit mit Präzision, einer gewissen, noch rudimentären Technik – und vor allem viel Aggression“.
Das Album enthält mehrere Titel, die als Klassiker gelten, wie Whiplash, „den vielleicht wichtigsten Ur-Thrash-Song überhaupt“, The Four Horsemen und Seek & Destroy, das stark von Diamond Heads Dead Reckoning inspiriert sein soll. Jump in the Fire und Hit the Lights zeigen Einflüsse aus dem traditionellen Hard Rock.
Die Parole „bang that head that doesn’t bang“ auf der Rückseite des Albums „gehört mittlerweile zum Allgemeinwissen“; Götz Kühnemund, der ehemalige Chefredakteur des deutschen Rock-Hard-Magazins, beendete das Vorwort der Novemberausgabe 2010 mit der fehlerhaften eingedeutschten Version: „Schüttel den Schädel, der nicht schüttelt!“ Das erste „Bang“ steht allerdings für die Aufforderung, jemandem den Kopf einzuschlagen, das zweite bezieht sich auf das Headbangen.

## Covergestaltung
Die Idee zu dem Cover stammt von Jon Zazula, dem Produzenten des Albums. Das Original hing in seinem Wohnzimmer.
Es zeigt das typische Metallica-Logo in roter Farbe vor einem schwarzen Hintergrund, darunter ein rot umrahmtes Bild. Dieses zeigt eine Blutlache auf weißem Grund, in der ein Hammer liegt. Zudem ist eine geöffnete Hand unscharf hinter dem Hammer abgebildet. Unter dem Bild ist der ebenfalls rote Schriftzug Kill ’Em All zu lesen.
Auf der Rückseite findet sich eine Abbildung der Musiker und die Parole „bang that head that doesn’t bang“.
Auf den Pressungen von Megaforce Records, Music for Nations und Sony Music Entertainment ist der Schriftzug des Albumnamens größer als das Bild mit der Blutlache und dem Hammer. Bei anderen Pressungen ist der Schriftzug erheblich kleiner.

## Titelliste
1. Hit the Lights (Hetfield, Ulrich) – 4:17
2. The Four Horsemen (Hetfield, Ulrich, Mustaine) – 7:13
3. Motorbreath (Hetfield) – 3:08
4. Jump in the Fire (Hetfield, Ulrich, Mustaine) – 4:42
5. (Anesthesia)-Pulling Teeth (Burton) – 4:15 (Instrumental)
6. Whiplash (Hetfield, Ulrich) – 4:10
7. Phantom Lord (Hetfield, Ulrich, Mustaine) – 5:02
8. No Remorse (Hetfield, Ulrich) – 6:26
9. Seek & Destroy (Hetfield, Ulrich) – 6:55
10. Metal Militia (Hetfield, Ulrich, Mustaine) – 5:10

Die beiden Covertitel Am I Evil? (Original von Diamond Head) und Blitzkrieg (Original von Blitzkrieg) sind ab 1989 auf der Neuveröffentlichung des Albums durch Elektra Records als Bonustracks zu finden.
1. Am I Evil? (Brian Tatler, Sean Harris) – 7:50
2. Blitzkrieg (Ian Jones, Smith, Jim Sirotto) – 3:36

## Kommerzieller Erfolg

### Chartplatzierungen
Nach Veröffentlichung der Remastered-Version stieg Kill ’Em All am 20. Mai 2016 für eine Woche auf Platz 58 in die deutschen Charts ein. Am 10. November 2023 erreichte es nach erneuter Wiederveröffentlichung Rang 17. In den Vereinigten Staaten belegte das Album Position 66 und konnte sich insgesamt 21 Wochen in den Top 200 halten. Besonders erfolgreich war das Album in Finnland, wo es Platz 12 erreichte.

### Auszeichnungen für Musikverkäufe
Kill ’Em All erhielt im Jahr 1999 für mehr als drei Millionen verkaufte Einheiten in den Vereinigten Staaten eine 3-fache Platin-Schallplatte.
| Land/Region                  | Auszeichnungen für Musikverkäufe (Land/Region, Auszeichnung, Verkäufe) | Verkäufe  |
| ---------------------------- | ---------------------------------------------------------------------- | --------- |
| Argentinien (CAPIF)          | Platin                                                                 | 60.000    |
| Australien (ARIA)            | 2× Platin                                                              | 140.000   |
| Deutschland (BVMI)           | Gold                                                                   | 250.000   |
| Italien (FIMI)               | Gold                                                                   | 25.000    |
| Kanada (MC)                  | Platin                                                                 | 100.000   |
| Polen (ZPAV)                 | Platin                                                                 | 20.000    |
| Vereinigte Staaten (RIAA)    | 3× Platin                                                              | 3.000.000 |
| Vereinigtes Königreich (BPI) | Gold (Original 1983) · + Gold (Neuauflage 1993)                        | 200.000   |
| Insgesamt                    | 4× Gold · 8× Platin ·                                                  | 3.795.000 |

Hauptartikel: Metallica/Auszeichnungen für Musikverkäufe

## Trivia
- James Hetfield und Lars Ulrich sind bei sämtlichen verfassten Metallica-Titeln als Urheber aufgeführt, unter gelegentlicher Beteiligung anderer Bandmitglieder. Kill 'Em All enthält die bis heute einzigen Ausnahmen zu dieser Regel: Motorbreath wurde von Hetfield ohne Ulrich geschrieben, während das Bass-Solo Anesthesia (Pulling Teeth) eine Alleinkomposition von Cliff Burton ist.